# Ana Cristina Ferrão
Ana Cristina Ferrão (Lisboa) é uma realizadora de programas de rádio, consultora na área de sistemas de informação e uma das maiores especialistas portuguesas em música rock.

## Percurso na rádio
Ferrão inicia o seu percurso, em 1979, na Rádio Renacença, no programa Rotação. Em 1980, já na Rádio Comercial, inicia-se como assistente no programa Rolls Rock. Ainda nesta rádio colabora no programa A Caixa de Música e cria e co-apresenta um programa que aborda a presença feminina na música, Loiras, Ruivas e Morenas. São também da sua autoria dois programas, Rei Lagarto e Outras Histórias sobre Jim Morrison e Beach Boys - um Sonho Americano, sobre a banda The Beach Boys. Todavia, é a rubrica Sinais de Fumo, que cria e produz no programa O Som da Frente que a torna mais reconhecida no meio radialista.
Em 1993, integra a equipa que cria a Rádio XFM, criando rubricas para programas como Grande Delta e Café Virtual e é nesta rádio que se mantém até ao seu encerramento, em 1997.
Entre 1997 e 2002, na Rádio Cormercial, é da sua responsabilidade o programa F.U.C. - Fadas, Unicórnios e Cyborgs. Também em 2002 é da sua responsabilidade o programa Waiting on Waits sobre o artista Tom Waits.
Foi também radialista na BEST Rock FM onde foi responsável pelo programa A Fala da Tribo e da RADAR com o programa Tira Linhas. É nesta rádio que, após a morte do seu companheiro, o radialista António Sérgio, que dá continuidade ao programa deste com o nome SOS Radar.
Em 1999, Ferrão cria em co-autoria com o radialista António Sérgio, no âmbito do festival de música Super Bock Super Rock, os Seminários Super Bock Super Rock sobre a indústria e o panorama musical.

## Percurso na escrita
Ferrão tem também um percurso ligado à escrita nomeadamente obras relacionadas com a música:
- 1990 - Conta-me Histórias, livro biográfico da banda portuguesa Xutos e Pontapés.
- 1995 - Nirvana, Kurt Cobain, livro sobre o músico com as letras bílingues das músicas do cantor;
- 1996 - tradutora para português da biografia de Ian Curtis, Carícias Distantes (Touching from a Distance);
- 2015 - colabora no disco/livro Disco Pirata dos Rádio Macau;
- 2017 - colabora na colectânea Cento e Onze discos Portugueses – A música na Rádio Publica com artigos sobre os Mão Morta e Corpo Diplomático;
- 2022 - colabora no livro Eu Estive Lá de Henrique Amaro.

## Ligações Externas
- "A RÁDIO É O IMAGINÁRIO, É A MAGIA" - entrevista a Ana Cristina Ferrão sobre o radialista António Sérgio e a rádio.
- Programa Fala com Ela - entrevista a Ana Cristina Ferrão por Inês Meneses.